# Премьер-министр Монголии
Премьер-министр Монголии (монг. Монгол Улсын Ерөнхий Сайд) — глава исполнительной власти Монголии.В настоящее время главой правительства страны является Премьер-министр Монголии (монг. Монгол Улсын Ерөнхий Сайд). Посвящённые правительству статьи конституции, принятой в 1992 году, образующие часть 3 главы 3, устанавливают, что президент назначает премьер-министра, кандидатуру которого рассматривает и избирает Великий государственный хурал, и поручает ему сформировать кабинет министров. Глава правительства руководит его деятельностью, обеспечивает соблюдения законов и государственной политики, назначает, освобождает от должности и осуществляет надзор за деятельностью кабинета министров, разрабатывает, утверждает и контролирует государственный бюджет, развивает внешние и внутренние отношения, заключает международные соглашения, разрабатывает и осуществляет экономическую политику, политику социального развития, инициирует законы и вносит их в парламент, имеет право консультироваться с президентом и участвовать в работе парламента, реализует политику в области государственной безопасности и обороны.
В 2019 году во вступлением 12 февраля 1992 года в силу новую конституцию (принята 13 января 1992 года) были внесены поправки, усилившие полномочия правительства с целью обеспечения его стабильного положения в системе власти.